# Lignereuil
Lignereuil est une commune française située dans le département du Pas-de-Calais en région Hauts-de-France. Ses habitants sont appelés les Linerolois. La commune est membre de la communauté de communes des Campagnes de l'Artois.

## Géographie

### Localisation
Localisée dans le sud-est du département du Pas-de-Calais, Lignereuil est une commune située, à vol d'oiseau, à 4 km à l'ouest de la commune d'Avesnes-le-Comte et à 21 km à l'ouest de la commune d’Arras (chef-lieu d'arrondissement et préfecture du Pas-de-Calais).
Le territoire de la commune est limitrophe de ceux de cinq communes.
Les communes limitrophes sont  Ambrines, Beaufort-Blavincourt, Denier, Givenchy-le-Noble et Manin.

### Géologie et relief
La superficie de la commune est de 2,92 km2 ; son altitude varie de 120  à   157 m.

### Hydrographie
La commune est située dans le bassin Artois-Picardie. Elle n'est drainée par aucun cours d'eau,.

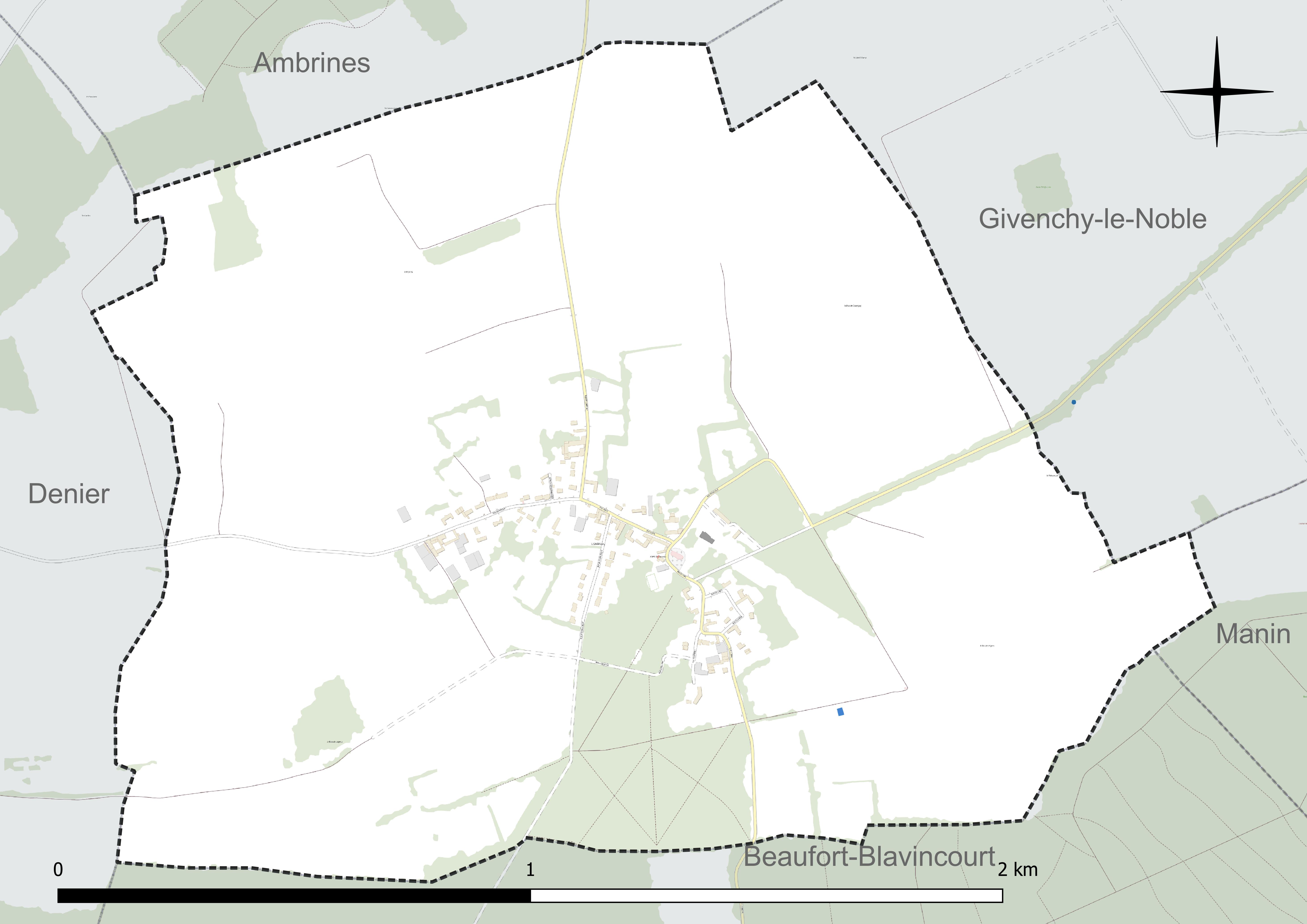
Réseau hydrographique de Lignereuil.

### Climat
Pour des articles plus généraux, voir Climat des Hauts-de-France et Climat du Pas-de-Calais.
En 2010, le climat de la commune est de type climat océanique dégradé des plaines du Centre et du Nord, selon une étude du CNRS s'appuyant sur une série de données couvrant la période 1971-2000. En 2020, Météo-France publie une typologie des climats de la France métropolitaine dans laquelle la commune est exposée à un climat océanique et est dans la région climatique Côtes de la Manche orientale, caractérisée par un faible ensoleillement (1 550 h/an) ; forte humidité de l'air (plus de 20 h/jour avec humidité relative > 80 % en hiver), vents forts fréquents.
Pour la période 1971-2000, la température annuelle moyenne est de 10 °C, avec une amplitude thermique annuelle de 13,9 °C. Le cumul annuel moyen de précipitations est de 868 mm, avec 12,7 jours de précipitations en janvier et 9,5 jours en juillet. Pour la période 1991-2020, la température moyenne annuelle observée sur la station météorologique la plus proche, située sur la commune de Saulty à 10 km à vol d'oiseau, est de 10,4 °C et le cumul annuel moyen de précipitations est de 899,7 mm,. Pour l'avenir, les paramètres climatiques de la commune estimés pour 2050 selon différents scénarios d'émission de gaz à effet de serre sont consultables sur un site dédié publié par Météo-France en novembre 2022.

### Paysages
Pour un article plus général, voir Paysage en France.
La commune est située à la jonction de deux paysages tels qu'ils sont définis dans l'atlas des paysages de la région Nord-Pas-de-Calais, conçu par la direction régionale de l'Environnement, de l'Aménagement et du Logement (DREAL), :
- les « paysages des grands plateaux artésiens et cambrésiens », qui concernent 238 communes, sont dominés par les « grandes cultures » de céréales et de betteraves industrielles qui représentent 70 % de la surface agricole utilisée (SAU)[11] ;
- les « paysages du Ternois » qui concernent 138 communes avec trois pôles d'attraction que sont Hesdin à l'ouest, Saint-Pol-sur-Ternoise à l'est et, dans une moindre mesure, Frévent en lisière sud, sont délimités par deux cours d'eau : la Canche au Sud et la Ternoise au Nord. Ces paysages sont composés de plateaux, de vallées et de bocages. Les plateaux du Ternois montrent une structure tabulaire assez plane et une altitude assez régulière avec des points culminants entre 150  à   160 m.

Le territoire d'une vingtaine de kilomètres du Nord au Sud et d'Est en Ouest, est traversé par la D 939 reliant Saint-Pol-sur-Ternoise à Hesdin, par la D 912 entre Saint-Pol-sur-Ternoise et Frévent et par la ligne ferroviaire de Saint-Pol-sur-Ternoise à Étaples dans la vallée de la Canche. La position excentrée, en l'absence de grands axes autoroutiers ou ferrés structurants, a permis au Ternois de conserver un caractère rural et une certaine qualité de paysage.
Au niveau de l'occupation des sols, les surfaces cultivées sont omniprésentes sur les plateaux, avec majoritairement la culture de la betterave et de la pomme de terre, et représentent près de 72 % de la surface totale de ces paysages du Ternois, les espaces artificialisés, cantonnés dans les fonds de vallée, représentent 13 % et les surfaces boisées, présentes dans les deux principales vallées de la Ternoise et de la Canche, ne représentent que 6 %.

### Milieux naturels et biodiversité

#### Zone naturelle d'intérêt écologique, faunistique et floristique
L'inventaire des zones naturelles d'intérêt écologique, faunistique et floristique (ZNIEFF) a pour objectif de réaliser une couverture des zones les plus intéressantes sur le plan écologique, essentiellement dans la perspective d'améliorer la connaissance du patrimoine naturel national et de fournir aux différents décideurs un outil d'aide à la prise en compte de l'environnement dans l'aménagement du territoire.
Le territoire communal comprend une ZNIEFF de type 2 : la haute vallée de la Canche et ses versants en amont de Sainte-Austreberthe qui se situe dans le pays du Ternois. Il offre un relief de coteau abrupt au Nord et des pentes douces au Sud. Le fond de vallée est constitué de pâturages et de zones de cultures. Les versants les plus pentus et inaccessibles accueillent des boisements.

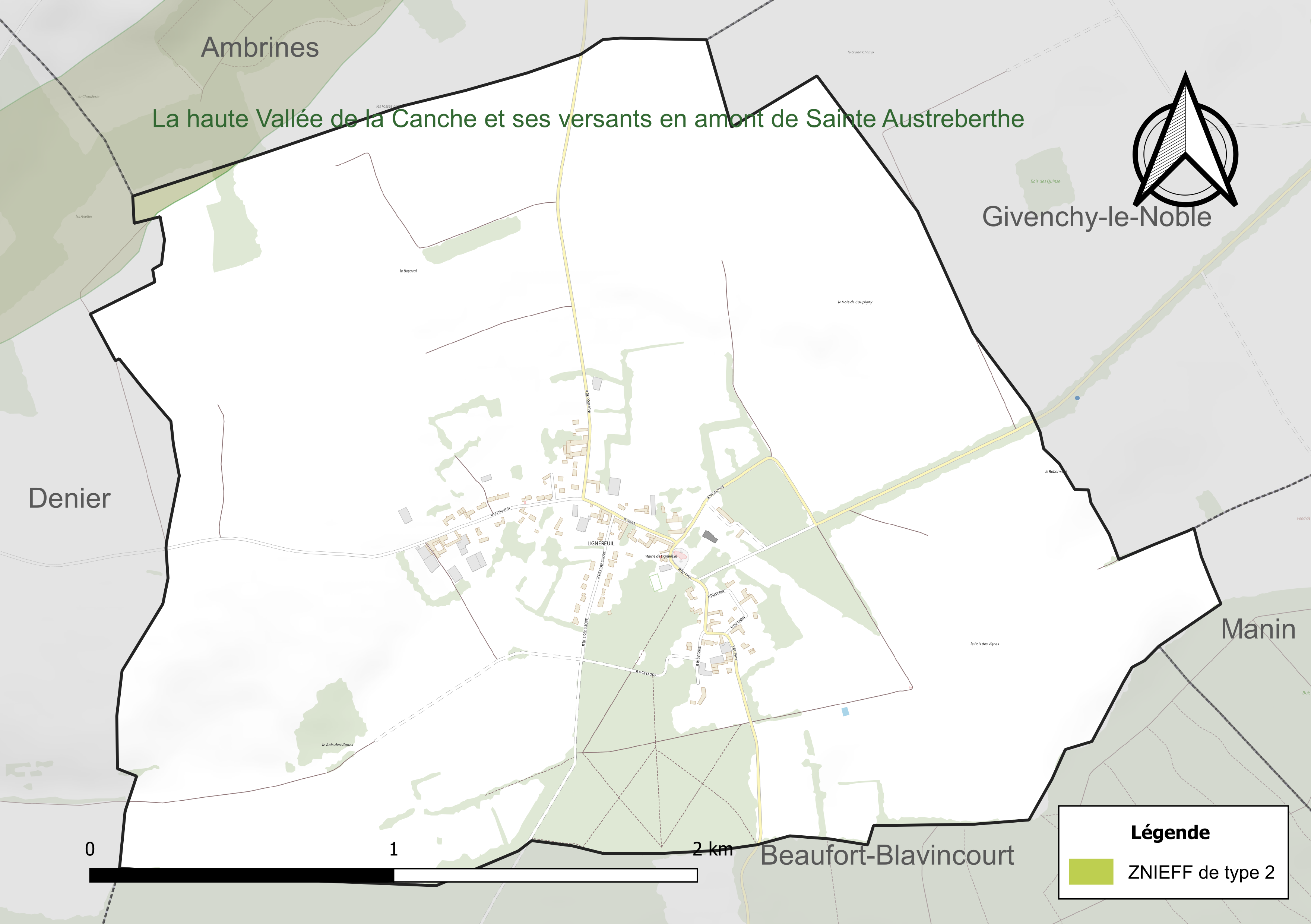
Carte de la ZNIEFF sur la commune.

#### Espèces faunistiques et floristiques
L'Inventaire national du patrimoine naturel (INPN) recense plusieurs espèces faunistiques et floristiques sur le territoire de la commune dont certaines sont protégées et d'autres menacées et quasi-menacées.

## Urbanisme

### Typologie
Au 1er janvier 2024, Lignereuil est catégorisée commune rurale à habitat dispersé, selon la nouvelle grille communale de densité à sept niveaux définie par l'Insee en 2022.
Elle est située hors unité urbaine. Par ailleurs la commune fait partie de l'aire d'attraction d'Arras, dont elle est une commune de la couronne,. Cette aire, qui regroupe 163 communes, est catégorisée dans les aires de 50 000 à moins de 200 000 habitants,.

### Occupation des sols
L'occupation des sols de la commune, telle qu'elle ressort de la base de données européenne d'occupation biophysique des sols Corine Land Cover (CLC), est marquée par l'importance des territoires agricoles (84,8 % en 2018), une proportion sensiblement équivalente à celle de 1990 (84,1 %). La répartition détaillée en 2018 est la suivante : 
terres arables (59,8 %), prairies (24,9 %), zones urbanisées (9,1 %), forêts (6,2 %). L'évolution de l'occupation des sols de la commune et de ses infrastructures peut être observée sur les différentes représentations cartographiques du territoire : la carte de Cassini (XVIIIe siècle), la carte d'état-major (1820-1866) et les cartes ou photos aériennes de l'IGN pour la période actuelle (1950 à aujourd'hui).

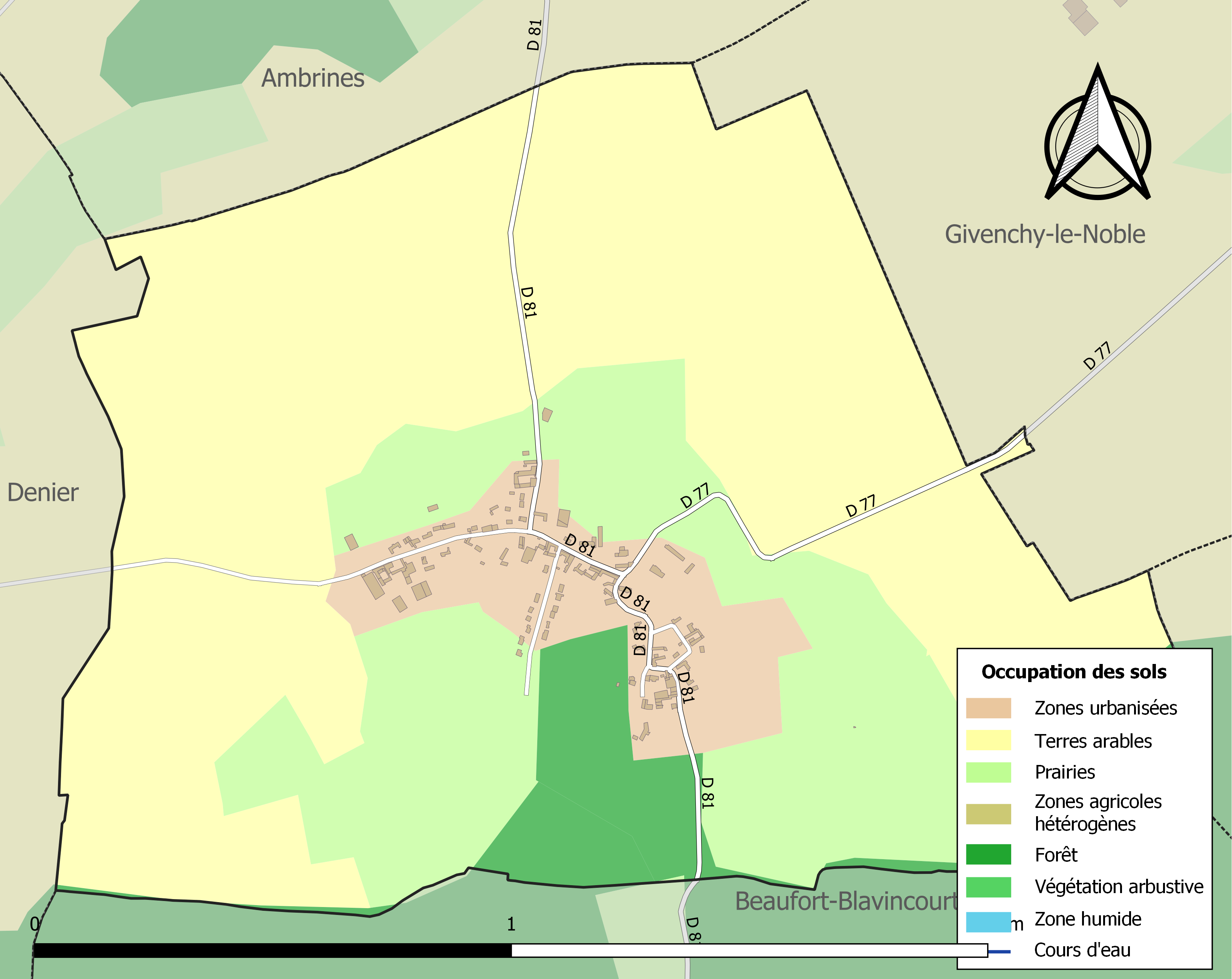
Carte des infrastructures et de l'occupation des sols de la commune en 2018 (CLC).

## Toponymie
Le nom de la localité est attesté sous les formes Lineroles (vers 1136) ; Linerueles (vers 1159) ; Linerules (1222) ; Linereules (1296) ; Lignereulles (1305) ; Lingnerollez (1469) ; Ligneroeules (1545) ; Lignereul (1720) ; Legnereul (1762) ; Lignereulle (XVIIIe siècle).
Le toponyme Lineroles vers 1136, qui désigne un « champ de lin », a subi l'attraction des finales en –euil, issues du gaulois –ialo.

## Histoire
Pendant la Première Guerre mondiale, Lignereuil, situé en arrière du front de l'Artois, va à plusieurs reprises, comme en juin 1915, accueillir des troupes qu'on met en repos.

## Politique et administration

### Découpage territorial
La commune se trouve dans l'arrondissement d'Arras du département du Pas-de-Calais.

#### Commune et intercommunalités
La commune est membre de la communauté de communes des Campagnes de l'Artois qui regroupe 96 communes et compte 33 141 habitants en 2021.

#### Circonscriptions administratives
La commune est rattachée au canton d'Avesnes-le-Comte.

#### Circonscriptions électorales
Pour l'élection des députés, la commune fait partie de la première circonscription du Pas-de-Calais.

### Élections municipales et communautaires

#### Liste des maires
| Période                                  | Période                    | Identité                            | Étiquette | Qualité                                          |
| ---------------------------------------- | -------------------------- | ----------------------------------- | --------- | ------------------------------------------------ |
| Les données manquantes sont à compléter. |                            |                                     |           |                                                  |
| mars 1980                                | 2001                       | Vicomte Renaud de Chabot-Tramecourt | DVD       |                                                  |
| mars 2001                                | 2008                       | Guy Ledru                           |           |                                                  |
| mars 2008                                | 2014                       | René Van Eetvelde                   |           | Directeur général d'entreprise retraité          |
| 2014                                     | En cours (au 25 mars 2022) | Sylviane Évain                      |           | Ancienne cadre, Réélue pour le mandat 2020-2026, |

## Population et société

### Démographie
Les habitants sont appelés les Linerolois.

#### Évolution démographique
L'évolution du nombre d'habitants est connue à travers les recensements de la population effectués dans la commune depuis 1793. Pour les communes de moins de 10 000 habitants, une enquête de recensement portant sur toute la population est réalisée tous les cinq ans, les populations de référence des années intermédiaires étant quant à elles estimées par interpolation ou extrapolation. Pour la commune, le premier recensement exhaustif entrant dans le cadre du nouveau dispositif a été réalisé en 2004.

En 2022, la commune comptait 140 habitants, en évolution de +2,94 % par rapport à 2016 (Pas-de-Calais : −0,72 %, France hors Mayotte : +2,11 %).
| 1793 | 1800 | 1806 | 1821 | 1831 | 1836 | 1841 | 1846 | 1851 |
| ---- | ---- | ---- | ---- | ---- | ---- | ---- | ---- | ---- |
| 188  | 175  | 220  | 241  | 238  | 241  | 255  | 251  | 242  |

| 1856 | 1861 | 1866 | 1872 | 1876 | 1881 | 1886 | 1891 | 1896 |
| ---- | ---- | ---- | ---- | ---- | ---- | ---- | ---- | ---- |
| 234  | 220  | 231  | 211  | 199  | 216  | 212  | 190  | 202  |

| 1901 | 1906 | 1911 | 1921 | 1926 | 1931 | 1936 | 1946 | 1954 |
| ---- | ---- | ---- | ---- | ---- | ---- | ---- | ---- | ---- |
| 201  | 193  | 190  | 162  | 166  | 146  | 148  | 168  | 147  |

| 1962 | 1968 | 1975 | 1982 | 1990 | 1999 | 2004 | 2006 | 2009 |
| ---- | ---- | ---- | ---- | ---- | ---- | ---- | ---- | ---- |
| 144  | 160  | 135  | 144  | 149  | 133  | 121  | 124  | 143  |

| 2014 | 2019 | 2022 | - | - | - | - | - | - |
| ---- | ---- | ---- | - | - | - | - | - | - |
| 142  | 141  | 140  | - | - | - | - | - | - |

#### Pyramide des âges
En 2018, le taux de personnes d'un âge inférieur à 30 ans s'élève à 30,5 %, soit en dessous de la moyenne départementale (36,7 %). À l'inverse, le taux de personnes d'âge supérieur à 60 ans est de 30,5 % la même année, alors qu'il est de 24,9 % au niveau départemental.
En 2018, la commune comptait 74 hommes pour 65 femmes, soit un taux de 53,24 % d'hommes, largement supérieur au taux départemental (48,50 %).
Les pyramides des âges de la commune et du département s'établissent comme suit.
| Hommes | Classe d’âge | Femmes |
| ------ | ------------ | ------ |
| 0,0    | 90 ou +      | 1,5    |
| 10,7   | 75-89 ans    | 7,6    |
| 16,0   | 60-74 ans    | 25,8   |
| 17,3   | 45-59 ans    | 15,2   |
| 22,7   | 30-44 ans    | 22,7   |
| 8,0    | 15-29 ans    | 9,1    |
| 25,3   | 0-14 ans     | 18,2   |

| Hommes | Classe d’âge | Femmes |
| ------ | ------------ | ------ |
| 0,5    | 90 ou +      | 1,6    |
| 5,6    | 75-89 ans    | 8,9    |
| 16,7   | 60-74 ans    | 18,1   |
| 20,2   | 45-59 ans    | 19,2   |
| 18,9   | 30-44 ans    | 18,1   |
| 18,2   | 15-29 ans    | 16,2   |
| 19,9   | 0-14 ans     | 17,9   |

## Culture locale et patrimoine

### Lieux et monuments
- Le château fut construit en 1618 par Philippe de Gomiécourt, fils d'Adrien II et de Philippe de Montmorency. François -Louis Baltazar, son frère et son successeur, y érigea une chapelle pour l'usage de sa maison. L'ancien château des Gomiécourt, des Coupigny et des Tramecourt appartient aujourd'hui au vicomte de Chabot. Sur la façade du château se voient les armes accolées de François de Malet de coupigny Noyelles et de Marie Françoise Walburge de Hangouart sa femme. Ce mariage fut contracté le 23 février 1732 et François de Coupigny mourut le 13 mars 1765. Le château appartient à la famille de Chabot-Tramecourt[36].

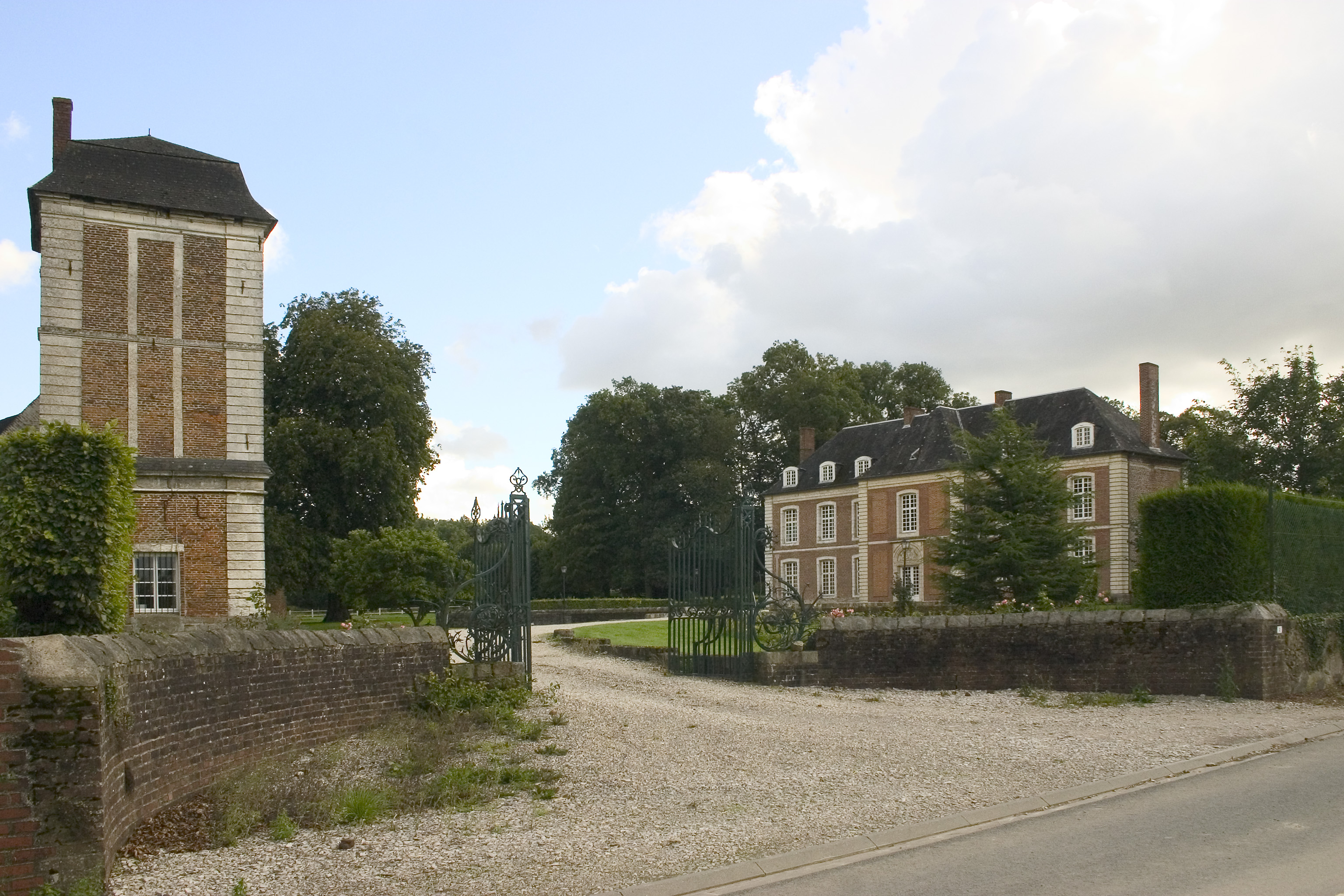
L'entrée arrière du château.

- L'église Saint-Martin. Porche extérieur voûté d'ogives ; portail en anse de panier, vantaux de bois à montant au milieu sculpté d'écailles, du XVe siècle. La nef est du XVIe ; larmier décroché sous les fenêtres. Le chœur est daté par le claveau de sa fenêtre sud : 1760. Sa voûte, du même temps, est un berceau à pénétrations latérales, avec doubleaux. Le chevet, à trois pans, est voûté de trois quartiers de voûte d'arête.

Elle héberge six éléments patrimoniaux, répertoriés dans la base Palissy, classés ou inscrits au titre d'objet des monuments historiques, dont deux sont classés.
- La double rangée de tilleuls. Elle est implantée en 1745 par Louis Benoit de Hamel, écuyer, seigneur de Manin, de chaque côté de la route reliant le château de Givenchy-le-Noble et le château de Lignereuil, sur plus de deux kilomètres.

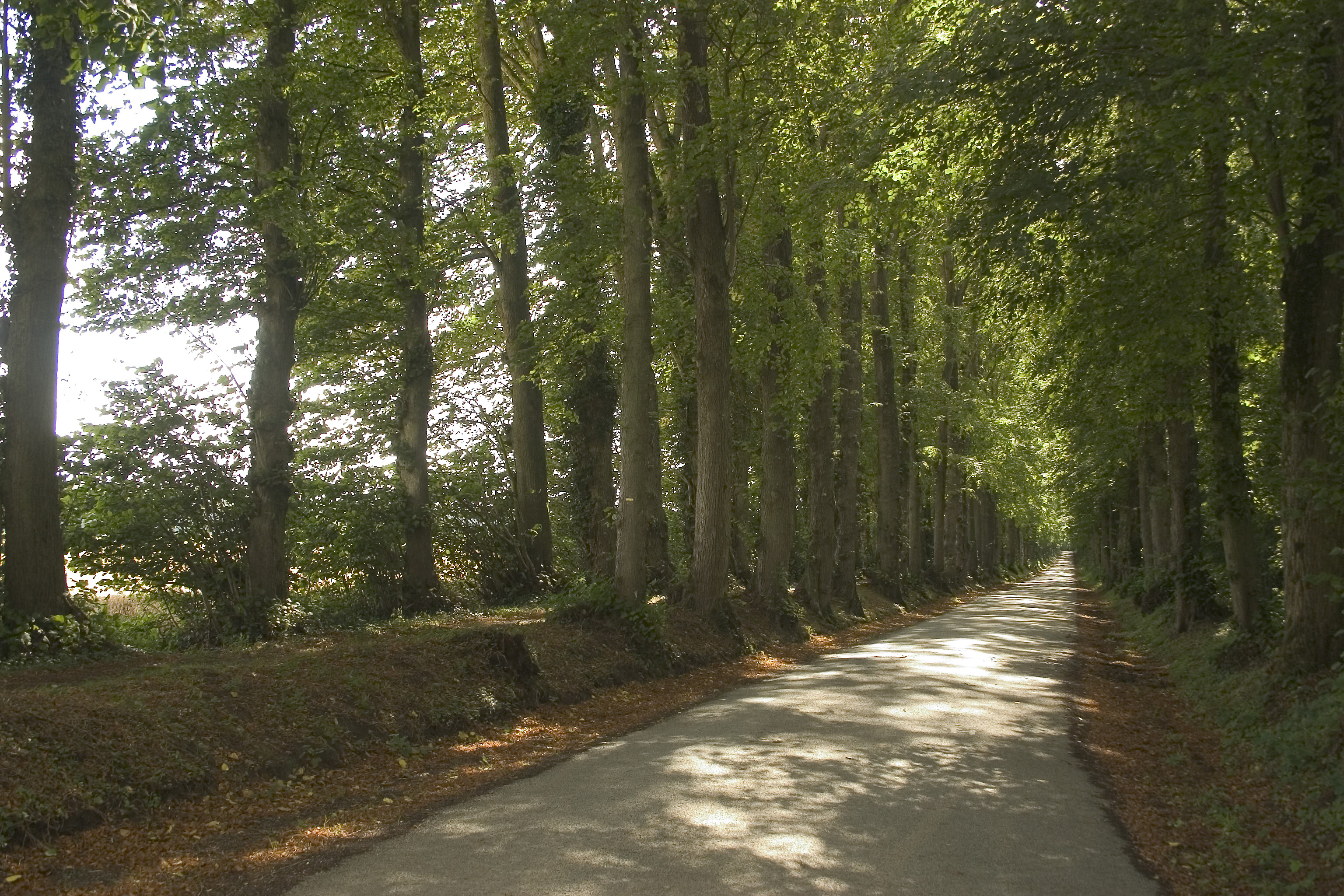
L'allée des tilleuls datant de 1745.

- Le monument aux morts[38].

### Personnalités liées à la commune
- Famille de Chabot-Tramecourt, propriétaire du château de Lignereuil.

### Héraldique
|  | Les armes de la ville se blasonnent ainsi : d'or à la bande de sable, au chef soudé d'argent chargé de cinq arbre de sinople. |

## Pour approfondir

#### Bases de données, dictionnaires et encyclopédies
- Ressources relatives à la géographie :   - Insee (communes)
  - Ldh/EHESS/Cassini
- Ressource relative à plusieurs domaines :   - Annuaire du service public français
- Notices d'autorité :   - BnF (données)

#### Autres liens externes
- Dossier de la commune sur le site de l'Insee[Note 6], [lire en ligne]
- La commune sur le site des archives départementales du Pas-de-Calais, [lire en ligne]
- La commune sur Remonter le temps, sur le site de l'IGN, [lire en ligne][Note 7]
- « La commune » sur Géoportail.